# Teddy Charles
Teddy Charles (13 avril 1928 – 16 avril 2012) est un musicien et compositeur américain de jazz, qui jouait du vibraphone, du piano et de la batterie. Il joua un jazz innovant proche du cool jazz, usant de la polytonalité.
Né Theodore Charles Cohen à Chicopee Falls, Massachusetts, il a étudié à la Juilliard School of Music en tant que percussionniste. Plus tard, il a commencé à enregistrer et a fait des apparitions personnelles en tant que Teddy Cohen avec des groupes en tant que vibraphoniste, écrivant, arrangeant et produisant des disques. En 1951, il a changé son nom de famille pour celui de Charles.
Charles était l'un des nombreux musiciens de jazz qui traînaient dans un immeuble d'appartements situé au 821 de la sixième avenue à New York, connu sous le nom de Jazz Loft, loué par le photographe et artiste David X. Young, qui à son tour sous-louait deux appartements à Hall Overton (le mentor de Charles) et Dick Cary.
Reconnu comme un innovateur, Charles a enregistré ses principales œuvres dans les années 1950, avec des albums polytonaux tels que New Directions, Collaboration : West", "Word from Bird", et "The Teddy Charles Tentet". Il a été musicien de studio pour Miles Davis, Charles Mingus, Shelly Manne, et Dion. Il a également été co-leader du Prestige Jazz Quartet. Il a enregistré un album, Live at the Verona Jazz Festival, pour Soul Note en 1988.
Charles a été capitaine de la goélette en bois de 1906 "Mary E" qu'il a achetée en 1973 et restaurée, et a ensuite été capitaine du bateau "Pilgrim" à partir de Greenport, New York. (sur la Fourchette Nord de Long Island) et a joué de la musique localement. Dans ses dernières années, il a recommencé à se produire après avoir passé quelques années en mer. En 2008, Charles a joué avec Sacha Perry et d'autres au Smalls Jazz Club et au Village Vanguard. Son dernier enregistrement a été la collaboration en 2011 avec Wily Bo Walker et Danny Flam, avec la chanson "You Don't Know What Love Is".

## Discographie

### En tant que leader
- New Directions (Prestige, 1953)
- Collaboration West (Prestige, 1953)
- Evolution (Prestige, 1953–55)
- The Teddy Charles Tentet (Atlantic, 1956)
- Word from Bird (Atlantic, 1956)
- Vibe-Rant (Elektra, 1957)
- Coolin' (New Jazz, 1957) avec the Prestige All Stars
- 3 for Duke (Jubilee, 1957)
- The Prestige Jazz Quartet (Prestige, 1957)
- Salute to Hamp (Bethlehem, 1959)
- Something New, Something Blue (Columbia, 1959) - avec Bill Russo
- On Campus - Ivy League Jazz Concert (Bethlehem, 1960)
- Jazz in the Garden at the Museum of Modern Art (Warwick, 1960)
- Russia Goes Jazz (United Artists, 1963)
- Live at the Verona Jazz Festival (Soul Note, 1988)
- Dances with Bulls (Smalls, 2008)
- Teddy Charles and the Walter Wolff Trio Live (OAP, 2008) - avec Walter Wolff

### En tant que sideman
Avec Bob Brookmeyer
- The Dual Role of Bob Brookmeyer (Prestige, 1954)

Avec Miles Davis
- Blue Moods (Debut, 1955)

Avec Thad Jones
- Olio (Prestige, 1957)

Avec Eric Kloss
- Grits & Gravy (Prestige, 1966)

Avec Teo Macero
- Teo - avec the Prestige Jazz Quartet (Prestige, 1957)